# Chayanne
Chayanne, właśc. Elmer Figueroa Arce (ur. 28 czerwca 1968 w San Lorenzo, w dystrykcie San Juan, stolicy Portoryko) – portorykański wokalista popowy, kompozytor i aktor.

## Życiorys
Urodził się jako trzecie z pięciorga dzieci Irmy Luz Arce, nauczycielki, i Quintino Figueroa, zarządcy handlowego. Ma siostrę Clarę oraz trzech braci - Kenny’ego, Emmanuela i Elliota. Pierwsze lata swojego życia spędził w Rio Piedras, na przedmieściu San Juan. Gdy był jeszcze niemowlęciem, jego rodzina przeniosła się do San Lorenzo, w dystrykcie San Juan. Mając dziesięć lat występował w chłopięcym zespole Los Chicos, z którym zaśpiewał w filmie Conexion Caribe (1984). Pseudonim „Chayanne” nadała mu matka, na cześć jej ulubionego amerykańskiego serialu Cheyenne (1955-63) z Clintem Walkerem.
W 1984 rozpoczął karierę solową i nagrał swój debiutancki album Es Mi Nombre, który cieszył się niewielką popularnością w Ameryce Środkowej. Dwa lata później ukazała się jego druga płyta „Sangre Latina” (Latynowska krew). Kolejny album Chayanne (1988) wylansował trzy przeboje: „Tu Pirata Soy Yo” (muz. Honorio Herrero), „Fuiste un Trozo de Hielo en la Escarcha” (muz. José María Cano) i „Este Ritmo Se Baila Así” (muz. Pierre-Edouard Decimus, Jacob Desvarieux i Roberto Livi). Pojawił się podczas reklamy napoju Pepsi-Cola. Jego singiel „Fiesta en América” (muz. Honorio Herrero), wydany w 1989, zdobył nominację do nagrody Grammy. Powodzeniem na listach przebojów cieszyła się także ballada „Peligro de Amor” (muz. Paulo Massadas i Michael Sullivan). W 1990 został wydany czwarty album Tiempo de Vals oraz single: tytułowy (muz. José María Cano), „Completamente Enamorados” (muz. Piero Cassano, Adelio Cogliati i Eros Ramazzotti) oraz „Daría Cualquier Cosa” (muz. Luis Gómez Escolar i Julio Seijas).
Jego przebój „El Centro de mi Corazon” (1992) trafił na pierwsze miejsce Hot Latin Tracks. W 1998 za album Atado a Tu Amor otrzymał swoją drugą nominację do nagrody Grammy. Jego rola kubańskiego tancerza Rafaela Infante w komedii romantycznej Zatańcz ze mną (Dance with Me, 1998) z Vanessą Williams została nominowana do nagrody American Latino Media Arts. Na planie teledysku „Boom Boom” (2000) współpracował z choreografem Brianem Friedmanem. Zaśpiewał w duecie z Jennifer Lopez „Dame (Touch Me)” (2001). Pierwszy singiel „Si Nos Quedará Poco Tiempo” z albumu Mi tiempo (2007) osiągnął nr 1 na Hot Latin Tracks.
Jest żonaty z Marilisą Maronesse, modelką, prawniczką i byłą wenezuelską królową piękności. Mają syna Lorenzo Valentino (ur. 1997) i córkę Isadorę Sofíę (ur. 2000).

## Dyskografia

### albumy studyjne
- 1984: Es Mi Nombre
- 1986: Sangre Latina
- 1987: Chayanne
- 1988: Chayanne II
- 1990: Tiempo de Vals
- 1992: Provócame
- 1994: Influencias
- 1996: Volver a Nacer
- 1998: Atado a Tu Amor
- 2000: Simplemente
- 2001: Sus Canciones
- 2001: Colección de Oro
- 2002: Grandes Éxitos
- 2003: Sincero
- 2005: Desde Siempre
- 2005: Cautivo
- 2007: Mi tiempo
- 2008: Vivo
- 2010: No Hay Imposibles
- 2014: En Todo Estaré
- 2023: Bailemos Otra Vez

## Filmografia

### Filmy
- 1998: Miłosna samba (Dance with Me) jako Rafael Infante
- 1994: Linda Sara jako młody Alejandro

### Seriale
- 2008: Gabriel jako Gabriel
- 2004: Pomoc domowa (La Niñera)
- 2001: Provócame jako Pedro Balmaceda-Linares Duncan
- 2001: Ally McBeal jako Sam Adams
- 1994: Volver a empezar jako Chayanne
- 1986: Pobre juventud